# Kraanschip

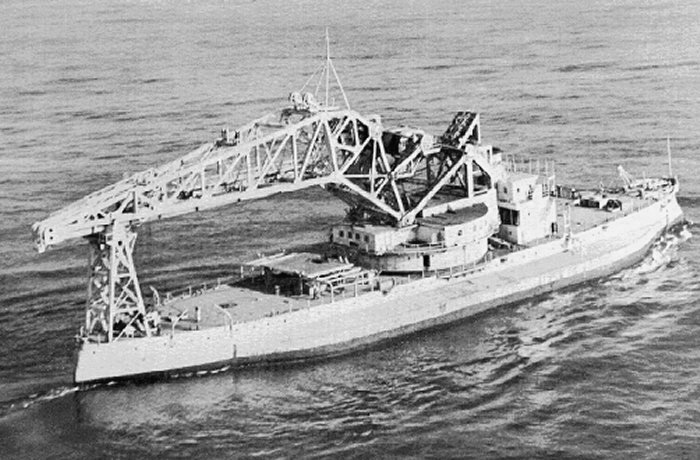
USS Kearsarge (BB-5) als Crane Ship No. 1

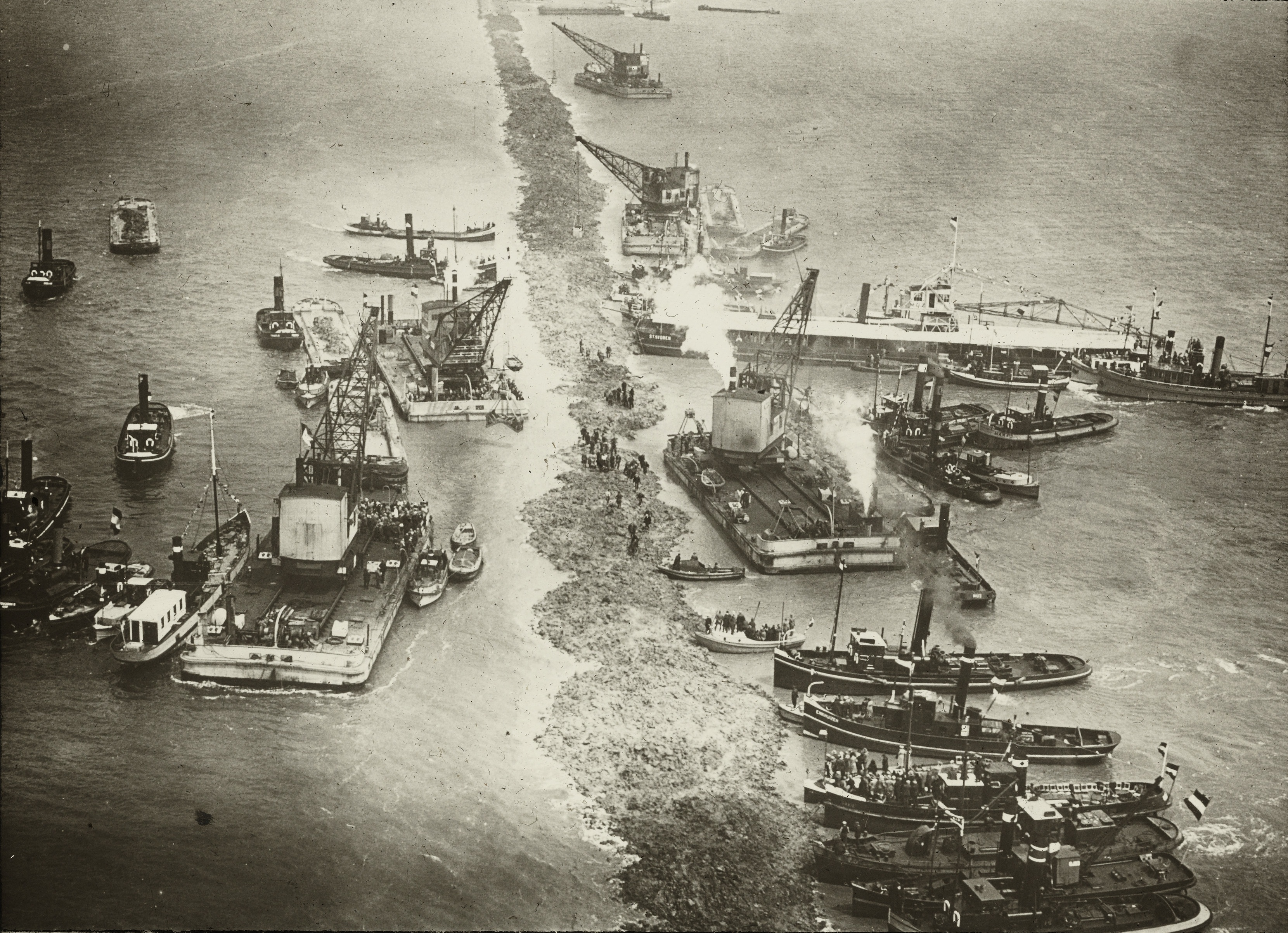
Kraanpontons tijdens de aanleg van de Afsluitdijk

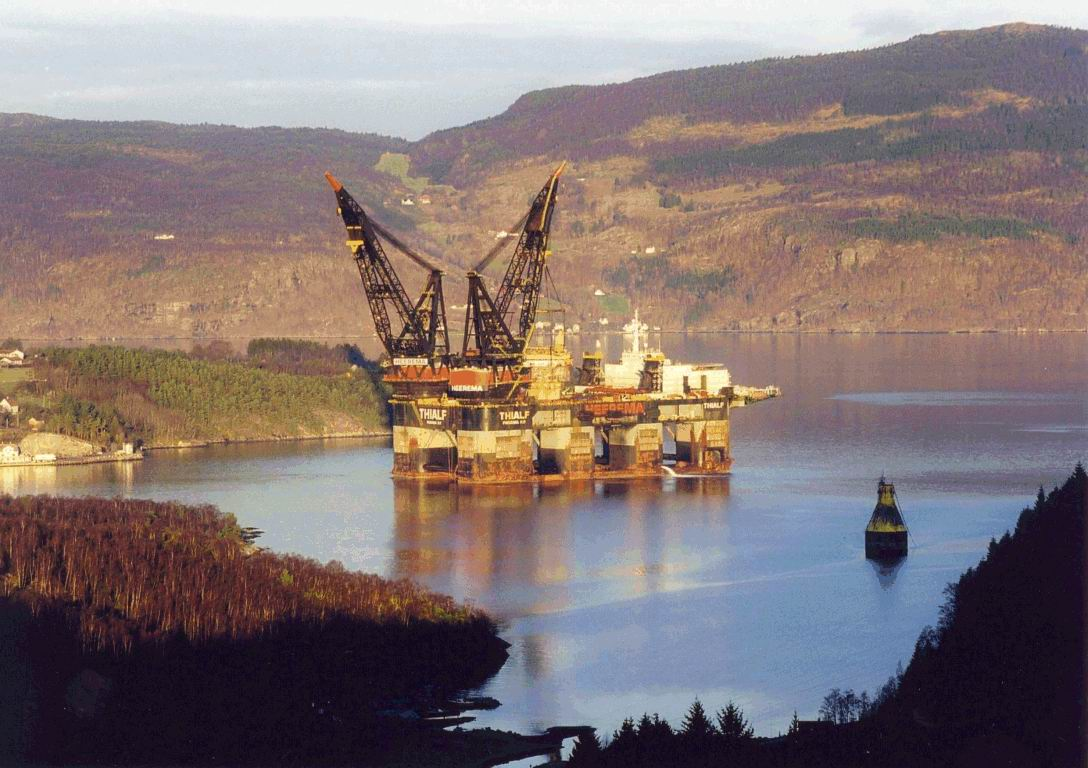
De Thialf in een fjord in Noorwegen

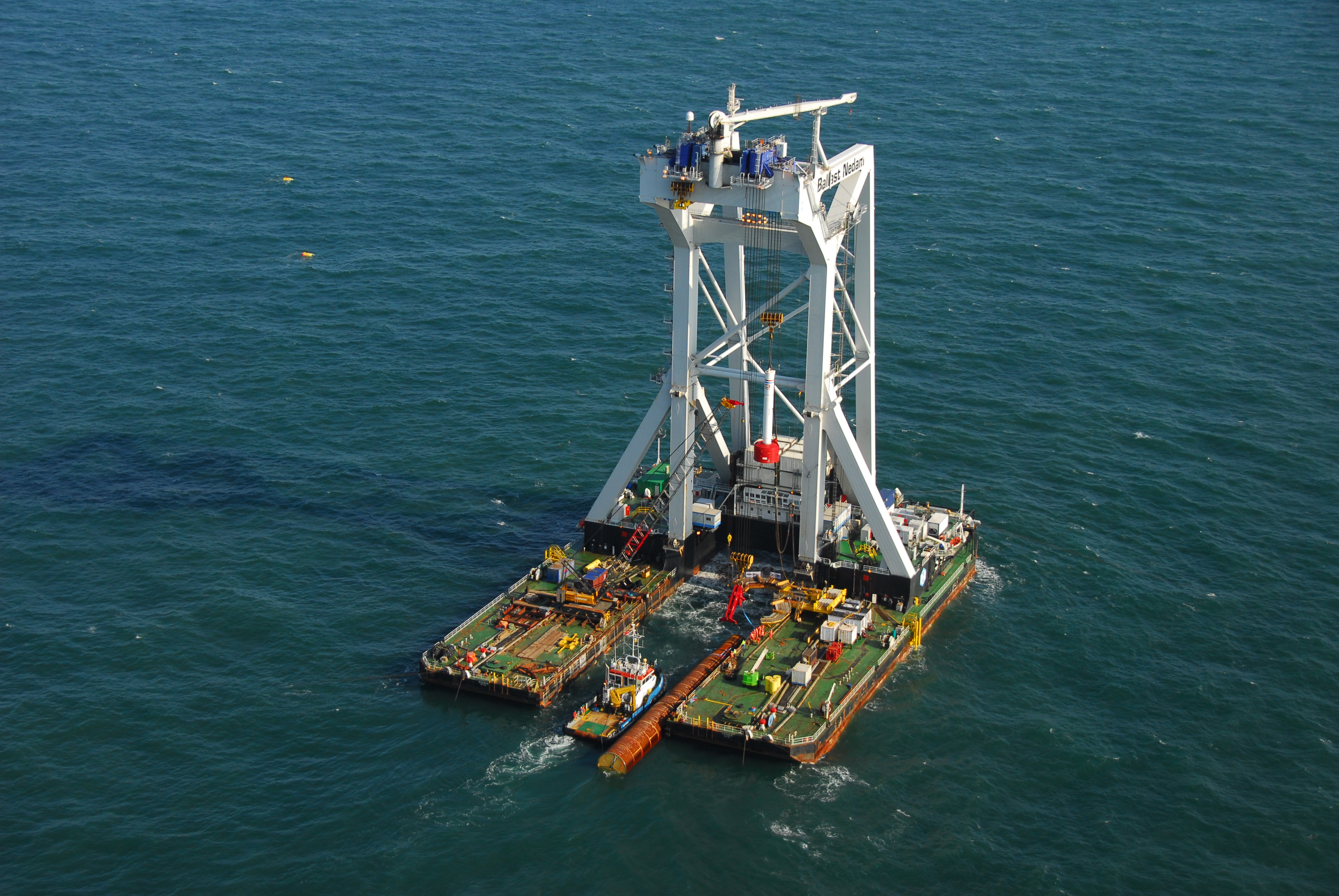
De Svanen bij een windmolenparkproject

Een kraanschip is een schip dat speciaal is toegelegd op het hijsen van zware lasten. De grootste kraanschepen worden gebruikt voor constructiewerkzaamheden in de offshore. De grotere schepen zijn vaak half-afzinkbare schepen, maar ook conventionele scheepsvormen (monohulls) worden gebruikt. Het verschil met een drijvende bok is dat de kranen kunnen roteren.

## Geschiedenis
In 1920 werd het in 1898 gebouwde slagschip USS Kearsarge (BB-5) omgebouwd tot kraanschip. Er werd een kraan geplaatst met een capaciteit van 250 ton. Later werd het omgedoopt naar Crane Ship No. 1. Het werd onder andere gebruikt om kanonnen en andere zware lasten te plaatsen op slagschepen in aanbouw. Een ander opmerkelijk wapenfeit was het lichten van de onderzeeboot USS Squalus (SS-192) in 1939.
In 1949 liet J. Ray McDermott de Derrick Barge No. 4 bouwen, een ponton dat uitgerust was met een 150 ton roterende kraan. Met het verschijnen van dit soort schepen veranderde de offshoreconstructie. In plaats van constructie in delen, konden jackets en dekken als modules aan de wal worden gebouwd. Voor gebruik in het ondiepe deel van de Golf van Mexico, de bakermat van de offshore, voldeden deze bakken voorlopig.
In 1963 liet Heerema een Noorse tanker, de Sunnaas, ombouwen tot het eerste kraanschip - met een capaciteit van 300 ton - in de offshore dat een echte scheepsvorm had, waarna het werd omgedoopt tot de Global Adventurer. Dit type kraanschip was beter geschikt voor de weersomstandigheden op de Noordzee.
Het in 1967 opgerichte Netherlands Offshore Company bracht in 1978 het eerste half-afzinkbare kraanschip in de vaart, de Narwhal. Vanwege financiële problemen werden de schepen van NOC verkocht aan McDermott, waarmee het bedrijf ophield te bestaan.
In datzelfde jaar liet Heerema ook twee semi-submersible kraanschepen bouwen, de Hermod en de Balder, elk met één 2000 shortton en één 3000 shortton kraan. Later hebben beiden overigens een upgrade gekregen, zodat ze nu een grotere capaciteit hebben. Dit type kraanschip was veel minder gevoelig voor zeegang en deining, waardoor ook gedurende de wintermaanden kon worden gewerkt op de Noordzee. De grote stabiliteit laat ook toe dat er zwaarder getild kan worden dan met een monohull. De grotere capaciteit van de kranen brengt de installatietijd van een platform terug van een heel seizoen naar een paar weken. Geïnspireerd door dit succes werden gelijksoortige schepen gebouwd. In 1985 kwam de DB-102 in de vaart voor McDermott, met 2 kranen met een capaciteit van 6000 ton elk. Micoperi liet de M7000 bouwen in 1986 met twee kranen van 7000 ton elk.
Midden jaren tachtig was de hausse in de offshore echter over, waardoor samenwerkingsverbanden ontstonden. In 1988 werd een joint venture tussen Heerema en McDermott gevormd, HeereMac. In 1990 moest Micoperi een faillissement aanvragen. Dat gaf Saipem - in het begin van de jaren zeventig nog een grote speler in de offshore constructie, maar eind jaren tachtig nog maar marginaal aanwezig - de kans om in 1995 de M7000 over te nemen. In 1997 nam Heerema de DB-102 over van McDermott na beëindiging van de joint venture. Het schip werd omgedoopt in Thialf en na een upgrade in 2000 tot twee maal 7100 ton is het tot nu toe het grootste kraanschip ter wereld.
Begin 2014 kwam het nieuws naar buiten dat Heerema opdracht heeft gegeven een nog groter kraanschip te bouwen. Het Schiedamse Huisman Equipment bouwt op hun Chinese werf twee 10.000 ton kranen voor op het gigantische schip, dat Sleipnir zal gaan heten, naar het achtpotige paard van de mythologische god Odin.

## Grootste kraanschepen
| Schip               | Maatschappij               | Hijsvermogen (ton)        | Type            |
| ------------------- | -------------------------- | ------------------------- | --------------- |
| Sleipnir            | Heerema Marine Contractors | 18.000 (2 * 10.000)       | Half-afzinkbaar |
| Thialf              | Heerema Marine Contractors | 14.200 (2 * 7100)         | Half-afzinkbaar |
| Saipem 7000         | Saipem                     | 14.000 (2 * 7000)         | Half-afzinkbaar |
| Zhen Hua 30         | ZOMC                       | 12.000 (7700 roterend)    | Monohull        |
| Hermod              | Heerema Marine Contractors | 8165 (1 * 4536, 1 * 3629) | Half-afzinkbaar |
| Lan Jing            | CNOOC                      | 7500 (4000 roterend)      | Monohull        |
| Balder              | Heerema Marine Contractors | 6350 (1 * 3629, 1 * 2722) | Half-afzinkbaar |
| Les Alizés          | Jan de Nul group           | 5000                      | Monohull        |
| Orion               | DEME Offshore              | 5000                      | Monohull        |
| Oleg Strashnov      | Seaway Heavy Lifting       | 5000                      | Monohull        |
| Seven Borealis      | Subsea7                    | 5000                      | Monohull        |
| Aegir               | Heerema Marine Contractors | 5000                      | Monohull        |
| Gulliver            | Scaldis-SMC                | 4000                      | Shearleg        |
| McDermott DB 50     | McDermott                  | 3992                      | Monohull        |
| Swiber Kaizen 4000  | Swiber Offshore            | 3800                      | Monohull        |
| Lan Jiang           | CNOOC                      | 3800 (2500 roterend)      | Monohull        |
| Rambiz              | Scaldis-SMC                | 3300                      | Catamaran       |
| Bokalift 1          | Boskalis                   | 3000                      | Monohull        |
| Lewek Constellation | EMAS                       | 3000                      | Monohull        |
| Stanislav Yudin     | Seaway Heavy Lifting       | 2500                      | Monohull        |
| Saipem 3000         | Saipem                     | 2177                      | Monohull        |